# Philosophical Transactions of the Royal Society
Philosophical Transactions of the Royal Society (Phil. Trans.) es una revista científica publicada por la Royal Society. Fue creada en 1665, convirtiéndose en la primera revista del mundo dedicada exclusivamente a la ciencia, y se ha mantenido en continua publicación desde entonces, pudiendo considerarse el boletín científico que lleva más tiempo en activo a nivel mundial. La poco anterior Journal des sçavans puede también reclamar el ser la primera publicación de este tipo, si bien contenía una gran variedad de material no científico. El uso de la palabra philosophical («filosófico», en español) en el título deriva de la expresión natural philosophy («filosofía natural»), que por ese entonces era el equivalente de lo que hoy conocemos genéricamente por «ciencia».

## Historia
El primer número, de fecha 6 de marzo de 1665, fue editado y publicado por el primer secretario de la sociedad, Henry Oldenburg, unos seis años después de que la Royal Society hubiese sido fundada. Oldenburg publicó la revista a expensas propias, y parece ser que había llegado a un acuerdo con el Consejo de la Royal Society, según el cual se le permitía quedarse con cualquier posible beneficio resultante. Supuso, sin embargo, una decepción, debido a que la publicación no tuvo buenos resultados, desde el punto de vista financiero, durante el tiempo de vida de Oldenburg. Con los siglos, muchos descubrimientos científicos de gran relevancia han sido publicados en Philosophical Transactions, destacando famosos autores tales como Isaac Newton, Michael Faraday y Charles Darwin. En 1672, la revista publicó el primer trabajo de Newton, New Theory about Light and Colours, que puede considerarse el inicio de su carrera científica pública. El puesto de editor se ostentó a veces de manera conjunta, tal y como fue el caso de William Musgrave (números 167 a 178) y Robert Plot (números 144 a 178).

## Publicación actual
En 1887, la revista se expandió y se escindió en dos publicaciones separadas, una dedicada a las ciencias físicas (Philosophical Transactions of the Royal Society A: Physical, Mathematical and Engineering Sciences) y otra centrada en las ciencias de la vida (Philosophical Transactions of the Royal Society B: Biological Sciences). Ambas revistas publican ahora números temáticos y números resultantes de los trabajos presentados en las reuniones de debate de la Royal Society. Los artículos de investigación primaria son publicados en las revistas hermanas Proceedings of the Royal Society, Biology Letters y Journal of the Royal Society Interface.